# Trump World Tower
Trump World Tower je luxusní rezidenční mrakodrap na adrese 845 United Nations Plaza (První Avenue mezi 47. a 48. ulicí) na Manhattanu v New Yorku. Výstavba začala v roce 1999 a budova byla dokončena v roce 2001. Navrhla ji polská architektka Marta Rudzka ze společnosti Costas Kondylis & Partners LLP Architects. Výška budovy je 262 metrů a Trump World Tower má 72 poschodí s fasádou z tmavého skla.
Známými obyvateli a vlastníky apartmánů v TWT jsou:
- Sophia Loren – 58. patro[zdroj⁠?!]
- Naomi Campbell – 35. patro[zdroj⁠?!]

Donald Trump nebydlel v tomto mrakodrapu, ale v horních patrech budovy Trump Tower na rohu páté Avenue a 56. ulice.